# Omar Youm
Pour les articles homonymes, voir Youm.
Oumar Youm, né en 1967 à Thiadiaye, est un juriste et homme politique sénégalais. 
Il est ministre de l’Aménagement du Territoire et des Collectivités locales du gouvernement Touré à partir du 2 septembre 2013, puis ministre de la Gouvernance locale, du Développement et de l’Aménagement du territoire et porte-parole du gouvernement, dans le Gouvernement Dionne, du 6 juillet 2014 au 22 juin 2015, date à laquelle il devient directeur de cabinet du président de la République sénégalais.

## Biographie
Titulaire d’une Maîtrise en droit des affaires de l’Université Cheikh-Anta-Diop de Dakar, Omar Youm a dirigé la Société Nationale de Recouvrement (SNR). 
Avocat à la Cour inscrit au tableau de l'Ordre des Avocats de Dakar, il a été responsable des questions relatives au droit civil et commercial et assure la gestion du portefeuille de la clientèle banques et sociétés commerciales au cabinet SCP Bourgi & Gueye devenu SCP Mame Adama Gueye & Associés.
Membre de l’Alliance pour la République, il milite à Thiadiaye. Il est appelé dans le gouvernement d'Aminata Touré, le 2 septembre 2013, au poste de ministre de l’Aménagement du Territoire et des Collectivités locales, puis devient ministre de la Gouvernance locale, du Développement et de l’Aménagement du territoire, et porte-parole du gouvernement dans le premier gouvernement de Mahammed Dionne, formé le 6 juillet 2014.
Le 22 juin 2015, il quitte ce portefeuille pour prendre la direction du cabinet présidentiel, en remplacement de Makhtar Cissé, ancien Directeur général des Douanes, nommé à la tête de la SENELEC.
Il est par ailleurs président du club de 3e division, Thiadiaye Football Club (TFC).